# Consommation maximale d'oxygène

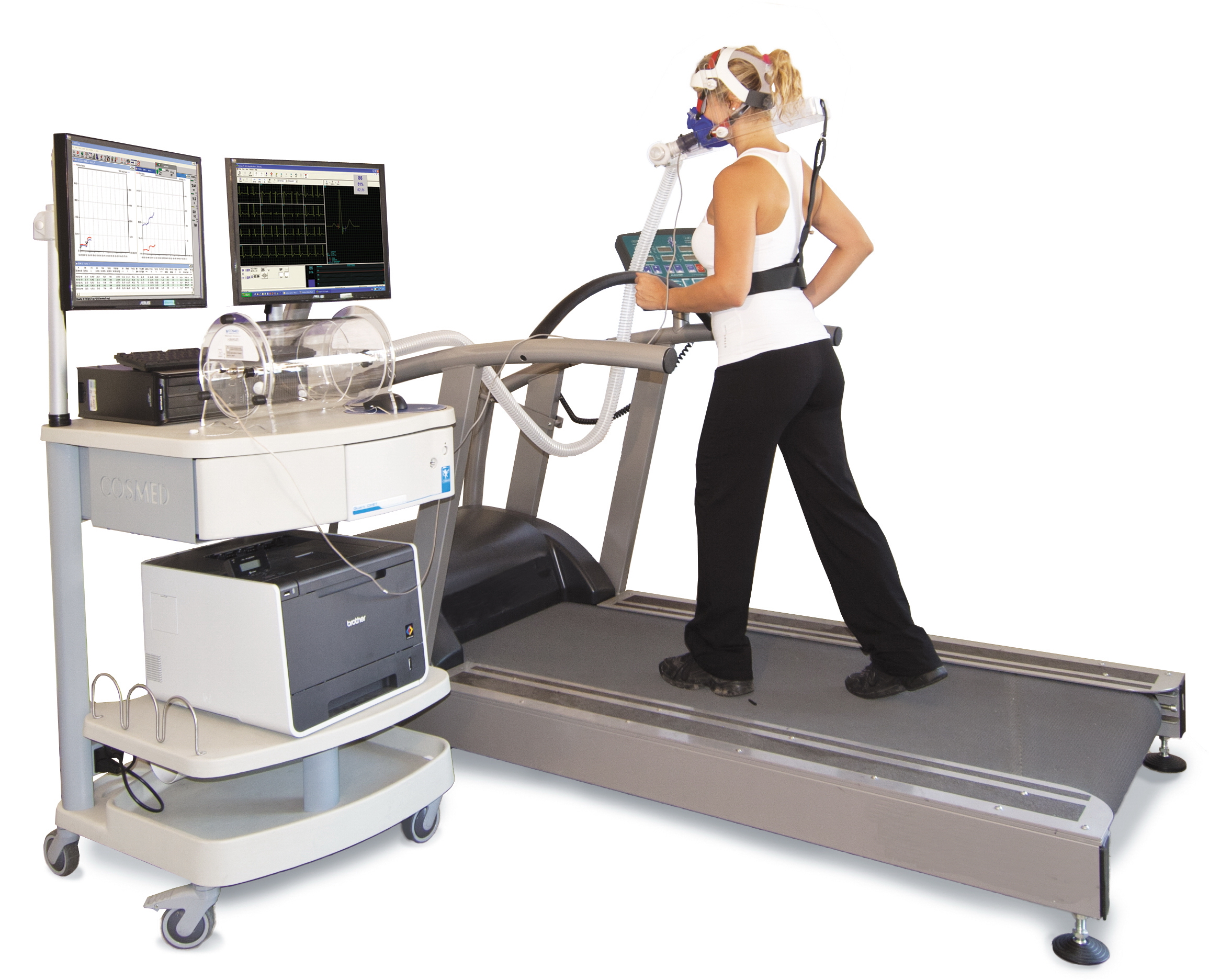
Mesure de la Vmax sur un dispositif moderne de la mesure des échanges gazeux durant un exercice incrémental sur tapis roulant.

La consommation maximale d'oxygène ou VO2max est le volume maximal de dioxygène qu'un organisme aérobie, en général, ou le sujet humain en particulier peut consommer par unité de temps lors d'un exercice dynamique aérobie maximal.
Chez l'humain, le ou la VO2max s'exprime habituellement en litres de dioxygène par minute (L/min). Afin de personnaliser la mesure et tenir compte des différentes constitutions (enfant ou adulte, petits ou grands gabarits…) la valeur observée est le plus souvent rapportée à l'unité de masse corporelle pour déterminer un VO2max dit « spécifique », qui s'exprimera alors en ml/min/kg. Cette dernière valeur est un excellent indicateur de la performance potentielle du sujet dans les épreuves d'endurance, (sportives ou non) : plus elle est élevée, meilleure sera la performance éventuellement réalisée.

## Valeurs courantes
Chez un sujet jeune et sain, on observe des VO2max de l'ordre de 45 ml·min-1·kg-1 chez l'homme et 35 ml·min-1·kg-1 chez la femme. Les valeurs observées chez l'enfant prépubère sont légèrement plus élevées et ne diffèrent pas notablement entre filles et garçons du même âge (vers 9 - 10 ans). C'est la différence de masse grasse entre hommes et femmes adultes (proportionnellement plus élevée pour le sexe féminin) et de taux sanguin en hémoglobine (plus faible chez la femme) qui expliquent pour l'essentiel la différence de VO2max observée entre hommes et femmes.

### Hautes valeurs
Le VO2max peut mathématiquement s'exprimer comme le produit du débit cardiaque maximal par la quantité maximale d'oxygène extraite du sang artériel par les tissus (notamment par les muscles en activité) ; on parle de « différence artérioveineuse en oxygène ». À cet égard, il est possible d'améliorer artificiellement le VO2max, en provoquant une majoration de la concentration d'hémoglobine (évaluée par la mesure de l'hématocrite), par administration hormonale d'érythropoïétine (EPO). L'augmentation de l'hémoglobine circulante déterminera une augmentation de la capacité de transport de l'oxygène par le sang, donc une majoration de la différence artérioveineuse en oxygène, et enfin une augmentation de VO2max. L'hématocrite normal se situe aux environs de 45 % chez l'homme et de 40 % chez la femme. On considère en pratique qu'un hématocrite supérieur à 50 % chez l'homme est pathologique ou suspect (comme dans le cas de dopage à l'EPO) ; sauf pour les individus vivant habituellement en haute altitude (> 4 000 m).
Le débit cardiaque maximal s'améliore essentiellement, lui, par l'entraînement en endurance et notamment par le travail dit « en puissance aérobie ». Ce type de conditionnement aérobie est constitué par la répétition de courtes périodes d'effort d'intensité plus ou moins proche du VO2max, allant de quelques dizaines de secondes à quelques minutes (selon l'intensité relative d'effort adopté et le niveau préalable d'entraînement), entrecoupées de périodes de récupération de durée adaptée au projet d'entraînement. Ce type de protocole d'entraînement est dénommé « exercice intermittent » ou « entraînement fractionné » (interval training des anglo-saxons) et peut se décliner sous de nombreuses formes selon le pourcentage de VO2max choisi pour les périodes d'effort, la durée des périodes de récupération, le nombre global de répétitions des séquences ainsi déterminées.
Chez l'athlète de haut niveau on peut observer des VO2max spécifiques atteignant 90 ml·min-1·kg-1 chez l'homme et 75 ml·min-1·kg-1 chez la femme (source INSEP)[réf. souhaitée]. Les sportifs présentant les VO2max les plus élevées sont les skieurs de fond, les coureurs de fond et les cyclistes sur route. À titre de comparaison, certains chiens de chasse peuvent présenter des VO2max spécifiques supérieurs à 200 ml·min-1·kg-1, et certaines antilopes, comme l'espèce Pronghorn antelope (Antilocapra americana), présenteraient des VO2max pouvant atteindre 300 ml·min-1·kg-1 (voire plus)[réf. souhaitée].

### Basses valeurs
À l'inverse, des VO2max inférieures ou très inférieures aux normes s'observent chez les insuffisants cardiaques ou respiratoires, chez qui ce paramètre constitue l'un des meilleurs indicateurs de la réserve fonctionnelle dont dispose le sujet (aptitude à se déplacer, à monter les escaliers, etc.).
Dans des conditions habituelles chez le sujet sain, le VO2max décroît progressivement et linéairement tout au long de la vie pour atteindre vers 80 ans des valeurs de l'ordre de 30 à 40 % des valeurs observées à 20 ans. « Toutes choses égales par ailleurs »[pas clair] (pathologies intercurrentes aiguës ou chroniques notamment), le chiffre de VO2max observé constitue l'un des meilleurs éléments de pronostic quant à l'espérance de survie d'un individu sain à un âge avancé.

## Méthodes de mesure
Il existe plusieurs moyens de déterminer le VO2max.

### En laboratoire
La mesure précise du VO2max s'effectue en laboratoire, sur un ergomètre de type tapis roulant ou sur ergocyclomètre, en mesurant, au cours d'un exercice dont l'intensité augmente continuellement et progressivement jusqu'à épuisement, la différence entre oxygène inhalé et oxygène exhalé par le sujet (balance de l'O2). Cette mesure s'effectue à l'aide d'un pneumotachomètre (ou « pneumotachographe » : capteur des débits gazeux expirés) couplé à un capillaire de prélèvement des gaz expirés. Le pneumotachomètre et le capillaire sont reliés, soit à un masque bucco-nasal attaché à la tête du sujet, soit à un embout buccal direct et port d'un pince-nez. Seuls les débits expirés (à chaque cycle ventilatoire) et les pressions partielles d'oxygène et de dioxyde de carbone (de fin d'expiration) sont mesurés. Les autres variables utiles (débits inspirés) sont calculés par l'appareillage. Les conditions physiques de la mesure (température, pression atmosphérique, humidité ambiante) conduisent à mesurer des volumes de gaz saturés en humidité, donc en partie dépendants de ces conditions qui sont dites « BTPS » (Basal Temperature and Pressure Saturated). Le système de mesure normalisera par recalcul les chiffres trouvés pour des conditions STPD (Standard Temperature and Pressure Desaturated - 0 °C, 1 013 hPa, 0 % d'humidité), chiffres de fait plus ou moins minorés (de 15 à 20 pour cent en moyenne) au regard des chiffres BTPS, devant ainsi permettre d'évaluer la performance par comparaison à une norme commune.
Sur ergocyclomètre, l'exercice aérobie sera constitué d'un effort progressif, soit par paliers de charge croissante, soit selon une progression de la charge « en rampe ». Le graphique suivant montre les cinétiques des principales variables observées lors d'un effort sur ergocyclomètre :
Le graphique présenté représente les résultats d'un protocole d'exercice dynamique aérobie caractérisé par un échauffement de 100 watts d'une durée de 5 minutes, suivi de paliers croissants d'effort dont l'incrément avait été fixé à 10 watts par période de 30 secondes. Le tracé en rouge correspond à la cinétique de la fréquence cardiaque (FC), le tracé en bleu correspond à la cinétique du VO2, le tracé en violet correspond à la cinétique du VCO2 (production instantanée de dioxyde de carbone rapportée à l'unité de temps) et le tracé en vert correspond à la cinétique de la ventilation expirée par minute. La flèche repère le début du croisement des courbes de VO2 et de VCO2, moment de l'effort qui correspond habituellement au « seuil ventilatoire », lequel se révèle par un point de déflexion (plus ou moins marqué selon les sujets) sur le tracé de ventilation par minute (en vert). Chez ce sujet, l'exercice maximal réalisé atteint 330 watts, correspondant à un VO2max égal à 4,400 l·min-1 (soit 55 ml·min-1·kg-1 pour ce sujet de 80 kg), avec un seuil ventilatoire à 3,400 l·min-1 (75 % du VO2max). Les performances aérobies observées correspondent à celles d'un sujet dit « sportif » de niveau moyen à bon.

### Tests de terrain (gymnase ou piste d'athlétisme)
La détermination du VO2max en laboratoire est très précise, mais les conditions de mesure ne peuvent reproduire les conditions réelles de l'exercice sportif. Pour cette raison d'assez nombreux chercheurs ont essayé de mettre au point différents tests de terrain, soit pour estimer plus simplement le VO2max, soit afin de déterminer des paramètres individuels de performance tels que, par exemple, la 'vitesse maximale aérobie' (VMA) - qu'il conviendrait d'ailleurs de dénommer plus précisément 'vitesse à VO2max', dans la mesure où à VO2max une part non négligeable de l'énergie mécanique développée par le sujet est due à la participation de filières métaboliques non aérobies (métabolismes anaérobies lactique ou alactique).
Historiquement le premier test mis au point pour les sportifs (ou pour les militaires) a été le test de Cooper, lequel consiste à parcourir la plus grande distance possible en 12 minutes de course à pied (sur piste en principe). Le VO2max s'estime alors comme :
La valeur de VO2max ainsi estimée est assez bien corrélée à la valeur réelle mesurée en laboratoire, mais une bonne corrélation n'empêche pas les biais de mesure et d'estimation, conduisant à des sur-estimations ou au contraire à des sous-estimations de VO2max.
Le test de Léger ou « test navette » est un test de terrain réalisable en gymnase, qui va permettre de déterminer une VMA et, par un calcul simple, de donner une estimation grossière du VO2max.
La corrélation entre le test navette de Léger et le VO2max est moins bonne que celle qui caractérise le test de Cooper, mais le test navette apparaît très bien adapté aux sports collectifs pour l'estimation des potentialités athlétiques du joueur et de sa performance physique lorsqu'il sera placé en situation de match.
D'autres tests, nécessitant l'utilisation d'une piste d'athlétisme aménagée ou du matériel (par exemple un vélo), permettent de mieux déterminer la VMA et, comme avec le test de Cooper, d'en déduire un VO2max estimé (aux réserves près évoquées supra). En voici une liste non exhaustive :
- Léger-Boucher (adaptation sur une piste jalonnée de plots du test navette)
- VAM Eval (Cazorla et Léger)
- Test progressif maximal par paliers derrière cycliste (Brue)
- Train maximal imposé (Gacon)
- Control Aerobic Training (Chanon et Stephan)
- Déclinaisons du Cooper : demi Cooper (6 minutes), Margaria (10 minutes), etc.

Pour des sportifs compétiteurs de niveau moyen, les tests de terrain, plus simples et moins coûteux à réaliser qu'une mesure de VO2max réalisée en laboratoire, peuvent finalement se révéler plus riches d'enseignements. Les tests de terrain sont en fait et par nature plus spécifiques des conditions réelles de la compétition : pour un athlète ou pour son entraîneur, il est en effet souvent plus intéressant de connaître la VMA que le VO2max, car la VMA correspond à une valeur concrète pouvant être utilisée à l'entraînement comme base de travail de la séance afin d'améliorer les paramètres physiologiques aérobies.
D'un autre point de vue, on sait aujourd'hui que, dans une certaine plage d'efforts, la fréquence cardiaque (FC) apparaît assez bien corrélée à l'intensité de l'exercice dynamique aérobie (et donc logiquement au VO2 instantané) ainsi qu'à la vitesse de course sur piste (ce ne sera plus vrai en cyclisme où la résistance de l'air à l'avancement, déterminante, n'induit pas une linéarité de la relation vitesse-fréquence cardiaque). À l'aide d'un simple cardiofréquencemètre, les tests de terrain permettent donc également de déterminer les valeurs de FC correspondant aux vitesses ou aux intensités d'effort à mettre en œuvre à l'entraînement, et notamment de déterminer la FC au « seuil ventilatoire » — voir Figure — (qui correspond en pratique à l'intensité d'effort où soudainement l'augmentation de la ventilation ne permet plus, par exemple, de soutenir une conversation). Le même appareil permettra également de déterminer la FCM (Fréquence cardiaque maximale), paramètre individuel très utile à l'entraînement. Le niveau de FC observé au cours de l'effort constitue donc pour l'athlète ou l'entraîneur un outil simple et relativement robuste pour chiffrer a priori l'intensité de l'effort aérobie à adopter relativement à la VMA. Un outil bien plus accessible qu'une vraie mesure de laboratoire du VO2max, assez lourde et coûteuse à mettre en œuvre. Ce dernier type d'examen reste cependant indispensable à la surveillance des athlètes de haut niveau ou en cas de baisse anormale et rapide des performances aérobies faisant craindre la survenue d'une pathologie cardiaque ou respiratoire aiguë (infection virale méconnue ou d'allure bénigne, par exemple) ou évolutive (myocardite virale par exemple).

## Exemples notables
| Nom                   | Sport         | Précision                                                                                  | VO2max (ml/min/kg) |
| --------------------- | ------------- | ------------------------------------------------------------------------------------------ | --- |
| Alberto Contador      | Cyclisme      | 2 fois vainqueur du Tour de France                                                         | 99 - Cette VO2max non réaliste n'a été estimée que par rapport au chrono de Contador sur l'ascension vers Verbier le dimanche 19 juillet 2009 lors du Tour de France (à savoir 20 min 55 s de montée à 24,3 km/h de moyenne sur 8,5 kilomètres et 7,6 % de dénivelé moyen). |
| Oskar Svendsen        | Cyclisme      | Contre-la-montre masculin des juniors aux championnats du monde de cyclisme sur route 2012 | 97 - VO2max calculée lors des championnats du monde du contre-la-montre juniors à Valkenburg. Cette performance est d'autant plus exceptionnelle que Svendsen n'était âgé que de 18 ans lors de ces championnats du monde[réf. souhaitée].                                  |
| Bjørn Dæhlie          | Ski de fond   | Plusieurs fois champion olympique                                                          | entre 90 et 94[réf. nécessaire] |
| Bernard Hinault       | Cyclisme      | Quintuple vainqueur du Tour de France                                                      | entre 90, 92 et 96 |
| Greg LeMond           | Cyclisme      | Triple vainqueur du Tour de France                                                         | 92 |
| Kilian Jornet Burgada | Trail         | Plusieurs fois champion du monde de skyrunning : montée et descente du Kilimandjaro        | entre 88 et 92. (cela varie en fonction de son poids au moment de l’épreuve d’effort) |
| David Gaudu           | Cyclisme      | Vainqueur tour de l'avenir 2016                                                            | 92 |
| Anton Palzer          | Ski-alpinisme | Vainqueur du globe de cristal de Vertical Race en 2018                                     | 92 |
| Matt Carpenter        | Skyrunning    | Douze fois vainqueur et détenteur du record du marathon de Pikes Peak                      | 90,2 |
| Miguel Indurain       | Cyclisme      | Quintuple vainqueur du Tour de France                                                      | 88[réf. nécessaire] |
| John Ngugi            | Athlétisme    | Champion olympique du 5 000 mètres                                                         | 85[réf. nécessaire] |
| Dave Bedford          | Athlétisme    | Champion du monde sur 10 kilomètres                                                        | 85[réf. nécessaire] |
| Chris Froome          | Cyclisme      | Quadruple vainqueur du Tour de France                                                      | 84,6 |
| Steve Prefontaine     | Athlétisme    | 1 mile en 3 min 54 s 6                                                                     | 84[réf. nécessaire] |
| Lance Armstrong       | Cyclisme      | cinq mesures en laboratoire ont été publiées (Ed Coyle de 1993 à 1999)                     | 70, 76, 81, 66 et 71 mL·min-1·kg-1 [réf. nécessaire] |
| Joan Benoit           | Athlétisme    | Marathon en 2 h 24 min 52 s                                                                | 78[réf. nécessaire] |
| Bill Rodgers          | Athlétisme    | Marathon en 2 h 9 min 27 s                                                                 | 78[réf. nécessaire] |
| Hind Dehiba           | Athlétisme    | 1 500 m en 3 min 59 s 76, recordwoman de France, vice-championne d'Europe                  | 77 en 2005[réf. souhaitée] à l'université de Fribourg |
| Sebastian Coe         | Athlétisme    | Record du monde du mile                                                                    | 77[réf. nécessaire] |
| Grete Waitz           | Athlétisme    | Record du monde du marathon en 1980                                                        | 73[réf. nécessaire] |
| Frank Shorter         | Athlétisme    | Champion olympique du marathon en 1970                                                     | 71[réf. nécessaire] |
| Derek Clayton         | Athlétisme    | Record du monde du marathon en 1969                                                        | 69[réf. nécessaire] |